# A Republikanska futbołna grupa (1999/2000)
A Republikanska futbołna grupa (1999/2000) była 76. edycją najwyższej piłkarskiej klasy rozgrywkowej w Bułgarii. W rozgrywkach brało udział 16 zespołów. Tytułu nie obroniła drużyna Liteks Łowecz. Nowym mistrzem Bułgarii został zespół Lewski Sofia.

## Tabela końcowa
| 1.  | Lewski Sofia               | 30 | 74 | 66 | 17 |
| 2.  | CSKA Sofia                 | 30 | 64 | 60 | 26 |
| 3.  | Wełbyżd Kjustendił         | 30 | 55 | 52 | 32 |
| 4.  | Neftochimik Burgas         | 30 | 53 | 42 | 21 |
| 5.  | PFK Łowecz                 | 30 | 49 | 61 | 34 |
| 6.  | Slawia Sofia               | 30 | 45 | 38 | 40 |
| 7.  | Spartak Warna              | 30 | 41 | 42 | 51 |
| 8.  | Botew Płowdiw              | 30 | 40 | 43 | 42 |
| 9.  | Lokomotiw Sofia            | 30 | 39 | 54 | 37 |
| 10. | Czernomorec Burgas         | 30 | 37 | 31 | 40 |
| 11. | Minior Pernik              | 30 | 36 | 44 | 58 |
| 12. | Dobrudża Dobricz           | 30 | 35 | 30 | 43 |
| 13. | Olimpik-Beroe Stara Zagora | 30 | 34 | 28 | 47 |
| 14. | Belasica Petricz           | 30 | 33 | 28 | 57 |
| 15. | Pirin Błagojewgrad         | 30 | 33 | 31 | 50 |
| 16. | FK Szumen                  | 30 | 11 | 13 | 68 |

| Legenda:         |
| Liga Mistrzów    |
| Puchar UEFA      |
| Puchar Intertoto |
| baraże           |
| spadek           |

1 Metalurg Pernik nie otrzymał licencji na grę w pierwszej lidze i został zastąpiony przez FK Szumen, zespół, który na koniec rozgrywek 1998–1999 zajął w tabeli 14. miejsce, pierwsze oznaczające spadek z ekstraklasy.
2 Przed sezonem mistrz kraju Liteks Łowecz zmienił nazwę na PFK Łowecz (po wycofaniu się głównego sponsora).
3 Przed sezonem Lewski Kjustendił zmienił nazwę na Wełbyżd Kjustendił (po pozyskaniu sponsora).
4 Przed sezonem beniaminek ekstraklasy Olimpik Tetewen połączył się z drugoligową Beroe Stara Zagora.
5 Trzy ostatnie zespoły i dwunasty spadły do II ligi, z której awansowały: Czerno More Warna i Hebyr-Iskyr Pazardżik (po wygraniu barażów z Dobrudżą Dobricz). Olimpik utrzymał się dzięki zwycięstwu 2:0 w barażu ze Spartakiem Plewen.
6 Po sezonie ekstraklasę zmniejszono do 14 zespołów.

## FinałPucharu Bułgarii
- LEWSKI SOFIA – Neftochimik Burgas 2:0

## Król strzelców
- 20 goli –  Michaił Michajłow (Wełbyżd Kjustendił)